# Aleksandr Kiričenko
Aleksandr Aleksandrovič Kiričenko (in russo Александр Александрович Кириченко?; Kiev, 13 agosto 1967) è un ex pistard russo, sovietico fino al 1991.
Ha vinto la medaglia d'oro nella prova a cronometro individuale 1.000 metri (chilometro da fermo) alle Olimpiadi estive di Seul 1988, gareggiando per l'Unione Sovietica.
Ha partecipato inoltre alle Olimpiadi di Barcellona 1992 in rappresentanza della Squadra Unificata e alle Olimpiadi di Atlanta 1996 in rappresentanza della Russia.
Nella stessa gara del chilometro da fermo ha vinto anche due medaglie ai campionati mondiali di ciclismo su pista, di bronzo nel 1989 e d'oro nel 1990.